# 今川氏親
今川氏親（1473年－1526年8月1日）是日本戰國時代武將、守護大名、戰國大名。駿河今川家第9代當主。駿河、遠江守護大名、戰國大名。北條家首代家督北條早雲的外甥。幼名龍王丸、通稱彦五郎。今川氏親藉著舅父北條早雲的努力幫助下，先向幕府求助得到將軍氏親繼承今川家的親筆御內書，後打敗了霸占今川家督位子的小鹿範滿奪回今川家督之位，向外侵攻三河擴張平定遠江，支援早雲攻下伊豆及相模，奠定了繼位的嫡長男氏輝及嫡三男義元的領地基礎，向內進行檢地、擬定製作了領民支配、家臣統制、寺社支配、所領相論、軍役奉行等的分國法・今川假名目錄。(武田晴信及松平元康均有參考效仿氏親製作的今川假名目錄的治國法。)

## 生平

### 出生
父親今川義忠在應仁之亂時成為東軍，於上洛時與北川殿結婚。北川殿是伊勢新九郎盛時（北條早雲）的姊姊。被認為是在伊勢新九郎還是浪人時，北川殿被立為正室；但是近年研究中顯示新九郎是擔任幕府政所執事的名門伊勢氏的一族，而且還是足利幕府的申次眾，於是有說法指北川殿其實是正室。文明5年（1473年）（一說是文明3年（1471年）），北川殿誕下氏親。北川殿之弟盛時對氏親的一生有很大影響。

### 家督之爭
文明八年（1476年），父親義忠在遠江國的鹽買坂之戰中被横地氏和勝田氏等地方國人眾的殘黨襲擊而戰死，享年41歲。因為龍王丸還是個年僅3歲的幼嬰，家臣以一族關口氏、濑名氏為首諸重臣推一族中重镇父親義忠的堂兄弟小鹿範滿（小鹿範赖之子，範賴是駿河今川家第八代家督今川義忠的堂兄弟）為家督人選，而朝比奈氏、庵原氏、三浦氏、由比诸氏則堅持擁立幼主龍王丸。雙方爭執不下，大打出手。而引起了家督之爭，龍王丸派與範滿派的爭鬥甚至發展成數度合戰的狀態。
範滿的外祖父堀越公方執事上杉政憲與扇谷上杉家家宰太田道灌率兵進駐駿河國並介入這場家督糾紛。為此舅舅伊勢新九郎也介入並進行仲裁調停，雙方決定以範滿為龍王丸的後見人並代行家督的職務。此事被認為是伊勢新九郎還是浪人的時候，因為出類拔萃的智略而飛躍到成為後來的北條早雲的第一歩，但是近年研究中，早雲是名門伊勢氏一族的幕臣伊勢盛時，因此亦可能是盛時受到室町幕府的命令而前往駿河並調停今川家的内紛。
代行家督之職的範滿進入駿府館，盛時派人安頓好龍王丸和母親北川殿則住在小川法永長者（長谷川政宣）的屋敷，小川城（燒津市），請求京都幕府承認龍王丸為今川家的法定繼承人。文明11年（1479年）盛時向幕府申請，經過批准並得到以前代將軍足利義政為名，龍王丸繼承今川家督的御內書（內容：亡父上總界義忠遺跡所领等事，任讓狀之旨，今川龍王丸相續領掌不可相違。）
文明十九年（1487年），但是在龍王丸過了15歲，已經從十多年前的襁褓轉變成少年後，範滿絲毫並沒有把家督之位讓出的動作，並企圖用武力壓迫龍王丸，想奪取家督。長享元年（1488年）北川殿和龍王丸在京都向仕於將軍足利義尚的盛時求助，盛時再次進入駿河。同年11月，盛時以石脇城（現在的静岡縣燒津市）為據點，集結兵力以龍王丸為總帥，號令今川家譜代家臣，並襲撃駿河館的範滿，將其殺死。龍王丸進入駿府館，進行元服儀式後，改名為氏親並成為今川家第九代當主。氏親把富士山下方的駿東郡、富士郡十二鄉和興國寺城封賞給予舅舅盛時，氏親以此表示答謝舅父長年來勞苦奔波的輔佐自己繼承今川家之功勳。

### 今川當主
後來堀越公方中發生内紛，在明應二年（1493年），受第11代將軍足利義澄之命，盛時討伐足利茶茶丸並把伊豆國納入手中。氏親亦有出兵相助。這次事件是因為管領細川政元發起的明應之變而出現。以後氏親與早雲成為緊密的合作關係並開始擴大領域支配。
駿河的鄰國遠江本來是今川氏繼承守護大名，但是後來被斯波氏奪去。但是父親義忠在遠江的戰爭中死去，成為當主的氏親積極計劃著佔領遠江。氏親下定決心要奪回遠江，把自己軍事擴展上的第一個目標定在了遠江平定上，這不僅是要貫徹父親義忠的遺志，也是今川家為確保駿河國內領民安心穩妥的發展。
明應三年（1494年），率兵侵攻遠江的早雲與氏親開始收回遠江的勢力，以早雲為總帥的今川军攻入遠江佐野郡、山名郡、周智郡三郡，同原氏等當地國人眾展開激烈交戰。奪取了遠江中部重镇遠江掛川城。

早雲更在文龜年間（1501年－1504年）進兵攻擊三河國岩津城的松平氏，亦向甲斐國都留郡出兵，與郡内領主小山田氏和守護武田氏戰鬥。另一方面，氏親亦協助早雲進出關東而介入兩上杉的合戰（長享之亂），成為扇谷上杉氏的一方而與山内上杉家戰鬥。
永正元年（1504年）與舅父早雲一同出陣武藏國立河原之戰中擊破關東管領上杉顯定。
永正二年（1505年），迎娶中御門宣胤之女（後來的壽桂尼）為正室（此時自稱修理大夫）。
永正三年（1506年），氏親第一次三河征伐僅僅在於平定東三河的國人勢力，氏亲藉著東三河吉田城主牧野古白和田原城主户田憲光的争執而出兵東三河，攻陷吉田城將城主牧野古白擊斃。然而西三河未受到氏親的攻擊。
永正五年（1508年），氏亲又起三河用兵之心，第二次對三河展開征伐，他先和三河作手城主奥平貞昌聯繫，命他在西面三十八公里的细川築砦，今川军本隊沿著遠三大路從西北進發，與奥平軍從北和西南兩個方向侵入西三河。
早雲率领的萬餘駿河遠江之眾在剛渡過乙川、經甲山、井田，設陣於大樹寺，與细川砦的奥平軍南北夾擊岩津城。岩津城有岩津七城之稱，城外有很多可以充当砦的房屋群，岩津守備军依靠这些房屋奮勇與今川軍展开抗戰。
松平長親（三河松平家第五代家督）率領五百骑從居城安祥城出陣，在河崎渡過矢作川，突擊位於井田野的早雲本陣。這仗對三河松平家而言是絕對的苦戰，松平長親自己也免不了會陣亡。正當岩津將近落城之時，謠言戶田氏要背離今川，早云便借口要完成西郡的城普请，率軍回眾先退，其他部队也依依退去，於是三河之亂結束。
經過三河之亂，使今橋氏、一色的牧野氏、二連木的户田氏、西郡的鹈殿氏、作手的奥平氏、段岭氏、長間氏等三河國人眾被氏親家臣化，為以后今川氏的三河支配控制打下了一定影響的基礎。
永正五年（1508年），氏親支持當時的將軍足利義稙，因此被幕府和將軍家正式任命為遠江守護，得到支配遠江的大義名分。
永正六年（1509年），早雲不再以今川家家臣的身份活動，此時早雲在政治上從今川家獨立，以興國寺城為據點開始謀取相模伊豆，以後正式在關東割據，大永三年（1523年）其子北條氏綱將姓氏伊勢更改為北條。
永正八年（1511年），遠江・尾張守護斯波義達進攻今川方的刑部城（現在的静岡縣濱松市），被今川重臣朝比奈泰熙鎮壓，泰熙死后。大河内貞綱藉著其子朝比奈泰能尚幼，舉兵反叛。氏親出陣並將其擊退，義達仍然不斷地繼續攻撃，於是氏親在遠江國與斯波氏之間的戰爭開始激化。
永正十一年（1514年），氏親在遠江三岳山城之戰中擊敗了援助貞綱的斯波義達援軍。
永正十二年（1515年），跟甲斐國西郡的國人領主大井信達合作，與武田家第18代家督武田信虎進行鬥爭，一時間佔據了中道往還的勝山城。
永正十三年（1516年），引馬城（現在的濱松市）的大河内貞綱背叛今川家並加入義達方。氏親出陣包圍引馬城。
永正十四年（1517年），氏親進軍掛川城、進攻引馬城.今川军搭浮桥渡过天龙川且利用安倍金山的礦工挖掘坑道以斷絕城中水源，最後令引馬城降伏。貞綱被討死，義達出家降伏並被送回尾張。此時終於平定遠江國。
氏親與信虎達成停戰協議後退兵，信達降伏於信虎。之後直到氏親後期與信虎成立甲駿同盟為止，不斷侵攻甲斐並繼續聯合北條家北條早雲及北條氏綱與武田家武田信虎對立。
永正十五年（1518年），氏親為了鞏固在新領地遠江的支配與控制以後實施檢地。而且開發安倍金山以增加財力。
大永元年（1521年）九月，氏親破棄和信虎的停戰條約，以遠江土方城主福島正成為將，率眾一萬五千余人大肆進攻甲斐，攻克大井氏的属城富田城作为前進的據點。進而在登美雙葉町的龍地台佈陣，挟荒川與武田军對峙。
因為與公家出身的壽桂尼結婚而加強了和京都的連繫，把京都文化引入駿府館。氏親亦特別愛好和歌和連歌。晩年氏親因為中風而臥病在床時，壽桂尼輔助處理政務。死前2個月，大永六年（1526年）4月制定戰國時代中最具代表性的的分國法『今川假名目錄』，因為嫡男氏輝尚未成年元服，為了抑制家臣鬥爭為目的而制作。
由於實施檢地和制定分國法，在氏親一代令今川氏由守護大名邁向戰國大名。
大永六年（1526年）6月23日，氏親在駿府的今川駿府館死去。氏親葬禮在增善寺舉行，有七千個僧侶参加，舉行了史無前例的大葬禮，葬禮的祭文由喪父的長男氏輝讀出，棺上的繩由善德寺的御曹司梅岳承芳（今川義元）、御位牌由花倉的御曹司玄廣惠探（今川良真），二人以曹洞宗最高的法式來舉行，『增善寺殿法事記錄』『今川氏親公葬記』中對該次葬禮有詳細的記錄，現今仍然存在。